# Radar le robot
Radar le robot de son titre original Le Robot est la vingt-cinquième histoire de la série Spirou et Fantasio d'André Franquin. Elle est publiée pour la première fois dans Spirou du no 496 au no 540. Par la suite elle est souvent séparée en deux histoires intitulées Radar le robot et Les Plans du robot.